# Kirchheim in Schwaben
Pour les articles homonymes, voir Kirchheim.
Kirchheim in Schwaben est une commune allemande de Bavière situé dans le district de Souabe, dans l'arrondissement d'Unterallgäu.
Le village est situé à 38 kilomètres au sud-ouest d’Augsbourg et à 80 kilomètres à l’ouest de Munich.
Il abrite le château de Fuggerschloss.

## Jumelage
- France : Renazé (en Mayenne) depuis 1997.